# Филип Костич
Филип Костич (серб. Filip Kostić / Филип Костић, нар. 1 листопада 1992, Крагуєваць) — сербський футболіст, нападник туринського «Ювентуса» і національної збірної Сербії.

## Клубна кар'єра
Народився 1 листопада 1992 року в місті Крагуєваць. Вихованець футбольної школи клубу «Раднички 1923». Дорослу футбольну кар'єру розпочав 2009 року в основній команді того ж клубу, в якій провів три сезони, взявши участь у 61 матчі чемпіонату.
Своєю грою за цю команду привернув увагу представників тренерського штабу нідерландського «Гронінгена», до складу якого приєднався 2012 року. Відіграв за команду з Гронінгена наступні два сезони своєї ігрової кар'єри. Більшість часу, проведеного у складі «Гронінгена», був основним гравцем атакувальної ланки команди.
2014 року уклав контракт з клубом «Штутгарт», у складі якого провів наступні два роки своєї кар'єри гравця. Граючи у складі «Штутгарта» також здебільшого виходив на поле в основному складі команди.
До складу клубу «Гамбург» приєднався 2016 року за 14 мільйонів євро, що зробило його найдорожчим придбанням в історії клубу. Відтоді відразу став гравцем основного складу гамбурзької команди, протягом перших двох сезонів проводив у її складі щонайменше 30 матчів у Бундеслізі. Утім в сезоні 2017/18 не зміг допомогти своїй команді зберегти місце у Бундеслізі.
Проте Костич продовжив виступи у найвищому німецькому дивізіоні, оскільки у серпні 2018 року його було віддано в річну оренду до франкфуртського «Айнтрахта», по завершенні якої серб підписав з клубом повноцінну чотирирічну угоду. За підсумками сезону 2021/22 Костич виграв з «Айнтрахтом» Лігу Європи УЄФА, зігравши в тому числі і у фінальному матчі, де провів на полі усі 120 хвилин і забив свій післяматчевий пенальті. Після фіналу Костич був включений до символічної збірної турніру від УЄФА та названий гравцем змагань.
12 серпня 2022 року підписав чотирирічний контракт з туринським «Ювентусом».
9 вересня 2024 року Костич приєднався до турецького клубу «Фенербахче» на правах оренди.

## Виступи за збірні
2010 року дебютував у складі юнацької збірної Сербії, взяв участь у 4 іграх на юнацькому рівні, відзначившись одним забитим голом.
Протягом 2013—2014 років залучався до складу молодіжної збірної Сербії. На молодіжному рівні зіграв у 8 офіційних матчах, забив 2 голи.
7 червня 2015 року дебютував в офіційних матчах у складі національної збірної Сербії і грі проти Азербайджану (4:1).
2018 року поїхав у складі національної команди на тогорічний чемпіонат світу до Росії, де дебютував у першій же грі групового етапу, вийшовши на заміну у другому таймі матчу проти Коста-Рики.
У листопаді 2022 року він був обраний до складу збірної Сербії на чемпіонат світу з футболу 2022 року в Катарі.
Костич у складі збірної Сербії виступав на Євро-2024, вийшов у стартовому матчі команди на турнірі проти Англії. Филип був замінений на 43-й хвилині з підозрою на травму зв'язок коліна. Через цю травму пропустив інші матчі збірної на турнірі.
| Дата       | Місто         | Господарі   | Результат               | Гості       | Турнір                               | Голи | Примітки |
| ---------- | ------------- | ----------- | ----------------------- | ----------- | ------------------------------------ | ---- | -------- |
| 7-6-2015   | Санкт-Пельтен | Сербія      | 4 – 1                   | Азербайджан | товариський матч                     | -    | 56'      |
| 13-6-2015  | Копенгаген    | Данія       | 2 – 0                   | Сербія      | Відбір до ЧЄ 2016                    | -    | 65'      |
| 4-9-2015   | Новий Сад     | Сербія      | 2 – 0                   | Вірменія    | Відбір до ЧЄ 2016                    | -    | 84'      |
| 7-9-2015   | Бордо         | Франція     | 2 – 1                   | Сербія      | товариський матч                     | -    | 56'      |
| 13-11-2015 | Острава       | Чехія       | 4 – 1                   | Сербія      | товариський матч                     | -    | 59'      |
| 23-3-2016  | Познань       | Польща      | 1 – 0                   | Сербія      | товариський матч                     | -    | 78'      |
| 29-3-2016  | Таллінн       | Естонія     | 0 – 1                   | Сербія      | товариський матч                     | -    | 75'      |
| 25-5-2016  | Ужице         | Сербія      | 2 – 1                   | Кіпр        | товариський матч                     | -    | 46'      |
| 5-6-2016   | Монако        | Сербія      | 1 – 1                   | Росія       | товариський матч                     | -    | 79'      |
| 5-9-2016   | Белград       | Сербія      | 2 – 2                   | Ірландія    | Відбір до ЧС 2018                    | 1    | 81'      |
| 6-10-2016  | Кишинів       | Молдова     | 0 – 3                   | Сербія      | Відбір до ЧС 2018                    | 1    | 69'      |
| 9-10-2016  | Белград       | Сербія      | 3 – 2                   | Австрія     | Відбір до ЧС 2018                    | -    | 65'      |
| 12-11-2016 | Кардіфф       | Уельс       | 1 – 1                   | Сербія      | Відбір до ЧС 2018                    | -    | 70'      |
| 24-3-2017  | Тбілісі       | Грузія      | 1 – 3                   | Сербія      | Відбір до ЧС 2018                    | -    | 81'      |
| 11-6-2017  | Белград       | Сербія      | 1 – 1                   | Уельс       | Відбір до ЧС 2018                    | -    | 67'      |
| 2-9-2017   | Белград       | Сербія      | 3 – 0                   | Молдова     | Відбір до ЧС 2018                    | -    |          |
| 5-9-2017   | Дублін        | Ірландія    | 0 – 1                   | Сербія      | Відбір до ЧС 2018                    | -    | 72'      |
| 9-10-2017  | Белград       | Сербія      | 1 – 0                   | Грузія      | Відбір до ЧС 2018                    | -    | 89'      |
| 10-11-2017 | Гуанчжоу      | КНР         | 0 – 2                   | Сербія      | товариський матч                     | -    | 60'      |
| 23-3-2018  | Турин         | Сербія      | 1 – 2                   | Марокко     | товариський матч                     | -    |          |
| 27-3-2018  | Лондон        | Нігерія     | 0 – 2                   | Сербія      | товариський матч                     | -    | 88'      |
| 4-6-2018   | Грац          | Сербія      | 0 – 1                   | Чилі        | товариський матч                     | -    | 64'      |
| 9-6-2018   | Грац          | Сербія      | 5 – 1                   | Болівія     | товариський матч                     | -    |          |
| 16-6-2018  | Самара        | Коста-Рика  | 0 – 1                   | Сербія      | ЧС 2018 - 1-й етап                   | -    | 70'      |
| 22-6-2018  | Калінінград   | Сербія      | 1 – 2                   | Швейцарія   | ЧС 2018 - 1-й етап                   | -    | 64'      |
| 27-6-2018  | Москва        | Сербія      | 0 – 2                   | Бразилія    | ЧС 2018 - 1-й етап                   | -    | 82'      |
| 7-9-2018   | Вільнюс       | Литва       | 0 – 1                   | Сербія      | Ліга націй УЄФА 2018-2019 - 1-й етап | -    | 90'      |
| 10-9-2018  | Белград       | Сербія      | 2 – 2                   | Румунія     | Ліга націй УЄФА 2018-2019 - 1-й етап | -    | 63'      |
| 7-6-2019   | Львів         | Україна     | 5 – 0                   | Сербія      | Відбір до ЧЄ 2020                    | -    |          |
| 10-6-2019  | Белград       | Сербія      | 4 – 1                   | Литва       | Відбір до ЧЄ 2020                    | -    | 71'      |
| 7-9-2019   | Белград       | Сербія      | 2 – 4                   | Португалія  | Відбір до ЧЄ 2020                    | -    | 83'      |
| 14-10-2019 | Вільнюс       | Литва       | 1 – 2                   | Сербія      | Відбір до ЧЄ 2020                    | -    | 46'      |
| 3-9-2020   | Москва        | Росія       | 3 – 1                   | Сербія      | Ліга націй УЄФА 2020-2021 - 1-й етап | -    |          |
| 6-9-2020   | Белград       | Сербія      | 0 – 0                   | Туреччина   | Ліга націй УЄФА 2020-2021 - 1-й етап | -    | 62'      |
| 12-11-2020 | Белград       | Сербія      | 1 – 1 д.ч. (4 – 5 п.п.) | Шотландія   | Відбір до ЧЄ 2020                    | -    | 59'      |
| 24-3-2021  | Белград       | Сербія      | 3 – 2                   | Ірландія    | Відбір до ЧС 2022                    | -    | 46'      |
| 27-3-2021  | Белград       | Сербія      | 2 – 2                   | Португалія  | Відбір до ЧС 2022                    | 1    | 72'      |
| 30-3-2021  | Баку          | Азербайджан | 1 – 2                   | Сербія      | Відбір до ЧС 2022                    | -    | 64'      |
| 4-9-2021   | Белград       | Сербія      | 4 – 1                   | Люксембург  | Відбір до ЧС 2022                    | -    |          |
| 7-9-2021   | Дублін        | Ірландія    | 1 – 1                   | Сербія      | Відбір до ЧС 2022                    | -    | 87'      |
| 9-10-2021  | Люксембург    | Люксембург  | 0 – 1                   | Сербія      | Відбір до ЧС 2022                    | -    | 70'      |
| 12-10-2021 | Белград       | Сербія      | 3 – 1                   | Азербайджан | Відбір до ЧС 2022                    | -    | 75'      |
| 14-11-2021 | Лісабон       | Португалія  | 1 – 2                   | Сербія      | Відбір до ЧС 2022                    | -    | 89'      |
| 24-3-2022  | Будапешт      | Угорщина    | 0 – 1                   | Сербія      | товариський матч                     | -    | 46'      |
| 29-3-2022  | Копенгаген    | Данія       | 3 – 0                   | Сербія      | товариський матч                     | -    |          |
| 2-6-2022   | Белград       | Сербія      | 0 – 1                   | Норвегія    | Ліга націй УЄФА 2022-2023 - 1-й етап | -    | 69'      |
| 9-6-2022   | Стокгольм     | Швеція      | 0 – 1                   | Сербія      | Ліга націй УЄФА 2022-2023 - 1-й етап | -    | 63'      |
| 12-6-2022  | Любляна       | Словенія    | 2 – 2                   | Сербія      | Ліга націй УЄФА 2022-2023 - 1-й етап | -    | 56'      |
| 24-9-2022  | Белград       | Сербія      | 4 – 1                   | Швеція      | Ліга націй УЄФА 2022-2023 - 1-й етап | -    | 84'      |
| 27-9-2022  | Осло          | Норвегія    | 0 – 2                   | Сербія      | Ліга націй УЄФА 2022-2023 - 1-й етап | -    | 50' 72'  |
| 28-11-2022 | Ель-Вакра     | Камерун     | 3 – 3                   | Сербія      | ЧС 2022 - груповий етап              | -    | 90+2'    |
| 2-12-2022  | Доха          | Сербія      | 2 – 3                   | Швейцарія   | ЧС 2022 - груповий етап              | -    |          |
| 24-3-2023  | Белград       | Сербія      | 2 – 0                   | Литва       | Відбір до ЧЄ 2024                    | -    |          |
| 16-6-2023  | Відень        | Сербія      | 3 – 2                   | Йорданія    | товариський матч                     | -    | кап. 46' |
| 20-6-2023  | Разград       | Болгарія    | 1 – 1                   | Сербія      | Відбір до ЧЄ 2024                    | -    | 71'      |
| 7-9-2023   | Белград       | Сербія      | 1 – 2                   | Угорщина    | Відбір до ЧЄ 2024                    | -    | 46'      |
| 14-10-2023 | Будапешт      | Угорщина    | 2 – 1                   | Сербія      | Відбір до ЧЄ 2024                    | -    | 46'      |
| 17-10-2023 | Белград       | Сербія      | 3 – 1                   | Чорногорія  | Відбір до ЧЄ 2024                    | -    | 46'      |
| 15-11-2023 | Геверле       | Бельгія     | 1 – 0                   | Сербія      | товариський матч                     | -    | 46'      |
| 19-11-2023 | Лесковац      | Сербія      | 2 – 2                   | Болгарія    | Відбір до ЧЄ 2024                    | -    | 46'      |
| 21-3-2024  | Москва        | Росія       | 4 – 0                   | Сербія      | товариський матч                     | -    | 57'      |
| 25-3-2024  | Ларнака       | Кіпр        | 0 – 1                   | Сербія      | товариський матч                     | -    | 63'      |
| 8-6-2024   | Стокгольм     | Швеція      | 0 – 3                   | Сербія      | товариський матч                     | -    | 61'      |
| 16-6-2024  | Гельзенкірхен | Сербія      | 0 – 1                   | Англія      | ЧЄ 2024 - груповий етап              | -    | 43'      |
| Усього     |               | Матчів      | 64                      |             | Голів                                | 3    |          |

## Титули і досягнення
- Володар Ліги Європи УЄФА (1):

«Айнтрахт»: 2021–22
- Володар Кубка Італії (1):

«Ювентус»: 2023–24